# Anagapetus hoodi
Anagapetus hoodi är en nattsländeart som beskrevs av Ross 1951. Anagapetus hoodi ingår i släktet Anagapetus och familjen stenhusnattsländor. Inga underarter finns listade i Catalogue of Life.